# Paravolvulus lateristrius
Paravolvulus lateristrius är en skalbaggsart som först beskrevs av Solskiy 1876.  Paravolvulus lateristrius ingår i släktet Paravolvulus och familjen stumpbaggar. Inga underarter finns listade i Catalogue of Life.